# HAL Tejas
HAL Tejas (Tiếng Sanskrit: तेजस् "Radiant", /t̪edʒəs/ ⓘ) là một loại máy bay tiêm kích phản lực đa năng hạng nhẹ được phát triên bởi Ấn Độ. Nó không có cánh đuôi ngang, thay vào đó là thiết kế cánh tam giác, máy bay được trang bị 1 động cơ phản lực. Tên gọi ban đầu được biết đến là Light Combat Aircraft (LCA - Máy bay chiến đấu hạng nhẹ) - tên gọi vẫn được tiếp tục sử dụng - máy bay có tên chính thức là "Tejas", do thủ tướng Atal Bihari Vajpayee đặt tên vào ngày 4 tháng 5-2003.

## Quốc gia sử dụng
Ấn Độ
- Không quân Ấn Độ
- Hải quân Ấn Độ

## Thông số kỹ thuật (HAL Tejas)
Dữ liệu lấy từ Aviationfans.com

### Đặc điểm riêng
- Tổ lái: 1
- Chiều dài: 13.20 m (43 ft 4 in)
- Sải cánh: 8.20 m (26 ft 11 in)
- Chiều cao: 4.40 m (14 ft 9 in)
- Diện tích cánh: 38.4 m² (413 ft²)
- Trọng lượng rỗng: 5,500 kg (14,100 lb)
- Trọng lượng cất cánh: 8,500 kg (20,700 lb - cấu hình máy bay tiêm kích)
- Trọng lượng cất cánh tối đa: 12,500 kg (27,000 lb)
- Động cơ: 1× General Electric F404-GE-IN20, 53.9 kN (11,250 lbf) / 85 kN (19,100 lbf)

### Hiệu suất bay
- Vận tốc cực đại: Mach 2.0 (2,376+ km/h at high altitude) trên độ cao 15,000 m
- Vận tốc hành trình:
- Tầm bay: 3000 km (1,840 mi)
- Trần bay: 15,950+ m (54,000 ft)
- Vận tốc lên cao: 200 m/s
- Lực nâng của cánh: 221.4 kg/m² (45.35 lb/ft²)
- Lực đẩy/trọng lượng: 1.02
- g limits: +8.5 g / 9g

### Vũ khí
- Súng: 1× pháo 2 nòng 23 mm GSh-23, 220 viên đạn
- Giá treo: 8
  - Tên lửa:
    - Không đối không:
      - Astra BVRAAM
      - Vympel R-77 (AA-12 Adder)
      - Vympel R-73 (AA-11 Archer)

    - Không đối đất:
      - Kh-59ME TV
      - Kh-59MK Laser

    - Chống tàu:
      - Kh-35
      - Kh-31

    - Bomb:
      - Bom KAB-1500L laser
      - Bom FAB-500T
      - Bom OFAB-250-270
      - Bom OFAB-100-120
      - Bom chùm RBK-500

### Hệ thống điện tử
- Radar EL/M-2052 AESA

### Máy bay có cùng sự phát triển
- HAL HF-24 Marut
- Medium Combat Aircraft